# Trojmezí (Hrčava)
Trojmezí Hrčava respektive Trojmezí Hrčava - Jaworzynka - Čierne (polsky Trójstyk granic Polski, Czech i Słowacji) je trojmezí (společný bod) státních hranic České republiky, Slovenské republiky a Polské republiky. Je to populární turistický cíl, který se nachází mezi vesnicemi Hrčava (okres Frýdek Místek, Moravskoslezský kraj), Čierne (okres Čadca, Žilinský kraj) a Jaworzynka (okres Těšín, Slezské vojvodství). Menší trojmezní hraniční obelisk stojí na špatně přístupném místě v korytě Valova potoka, proto v jeho blízkosti vznikly tři symbolické hraniční kamenné obelisky, každý na území příslušného státu.
24. srpna 2024 se na Trojmezí konala Pouť tří národů.

## Dostupnost
Na místě začíná a končí  žlutě značená turistická stezka 7890 z Komorovského Gruně přes Hrčavu na Trojmezí. Délka stezky je zhruba 5 km z obce Hrčava 2,2 km.

## Galerie

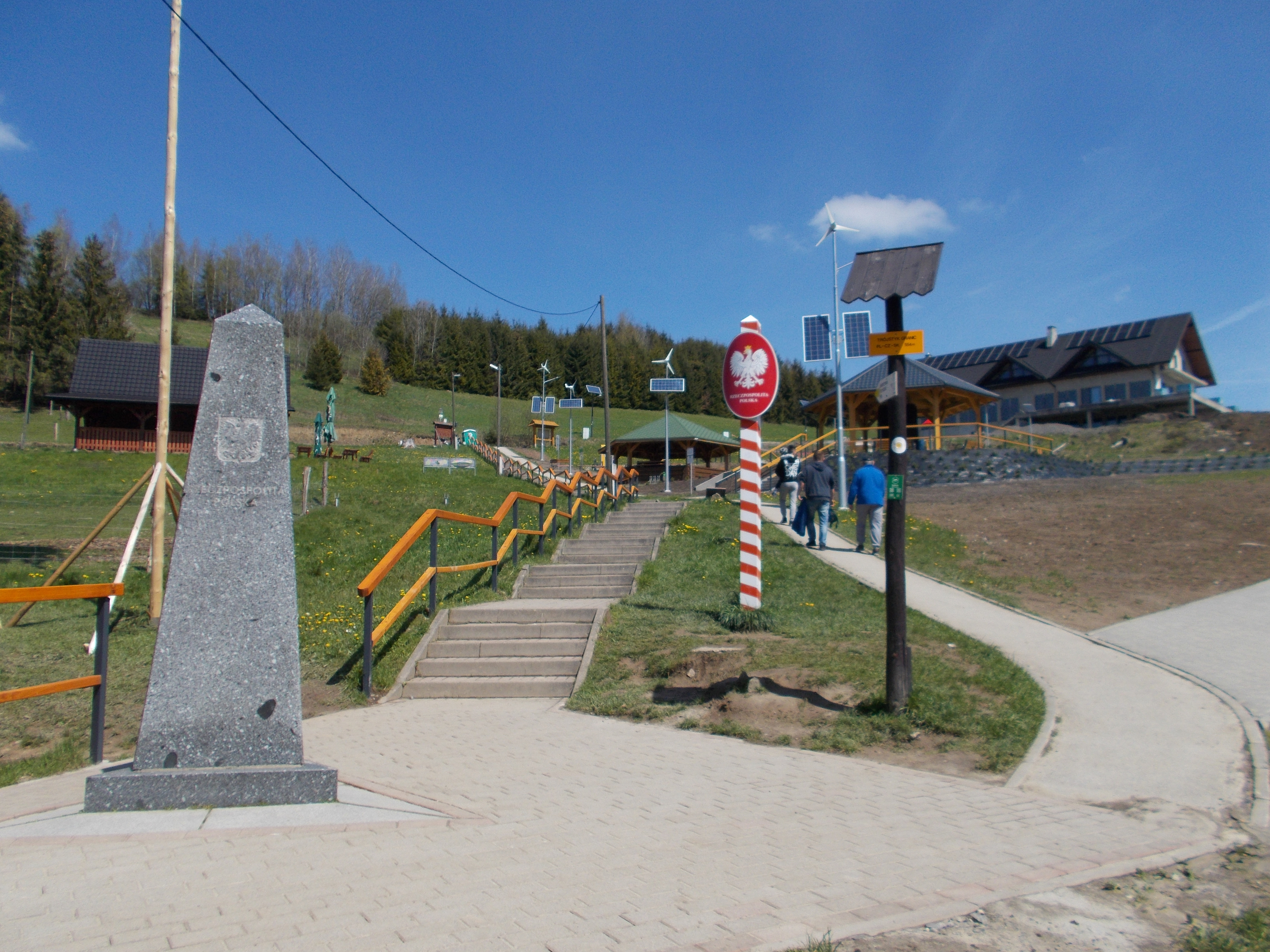
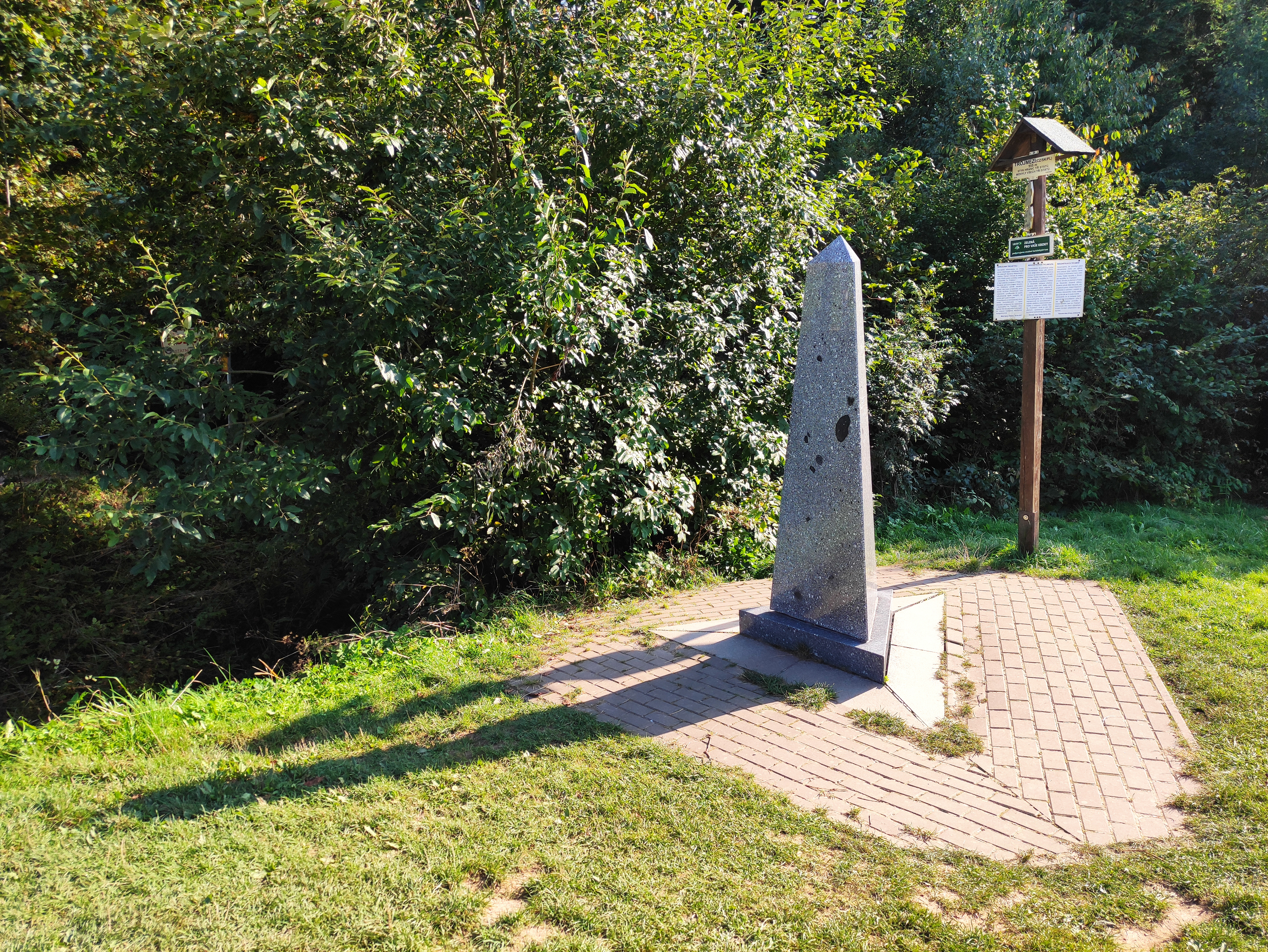
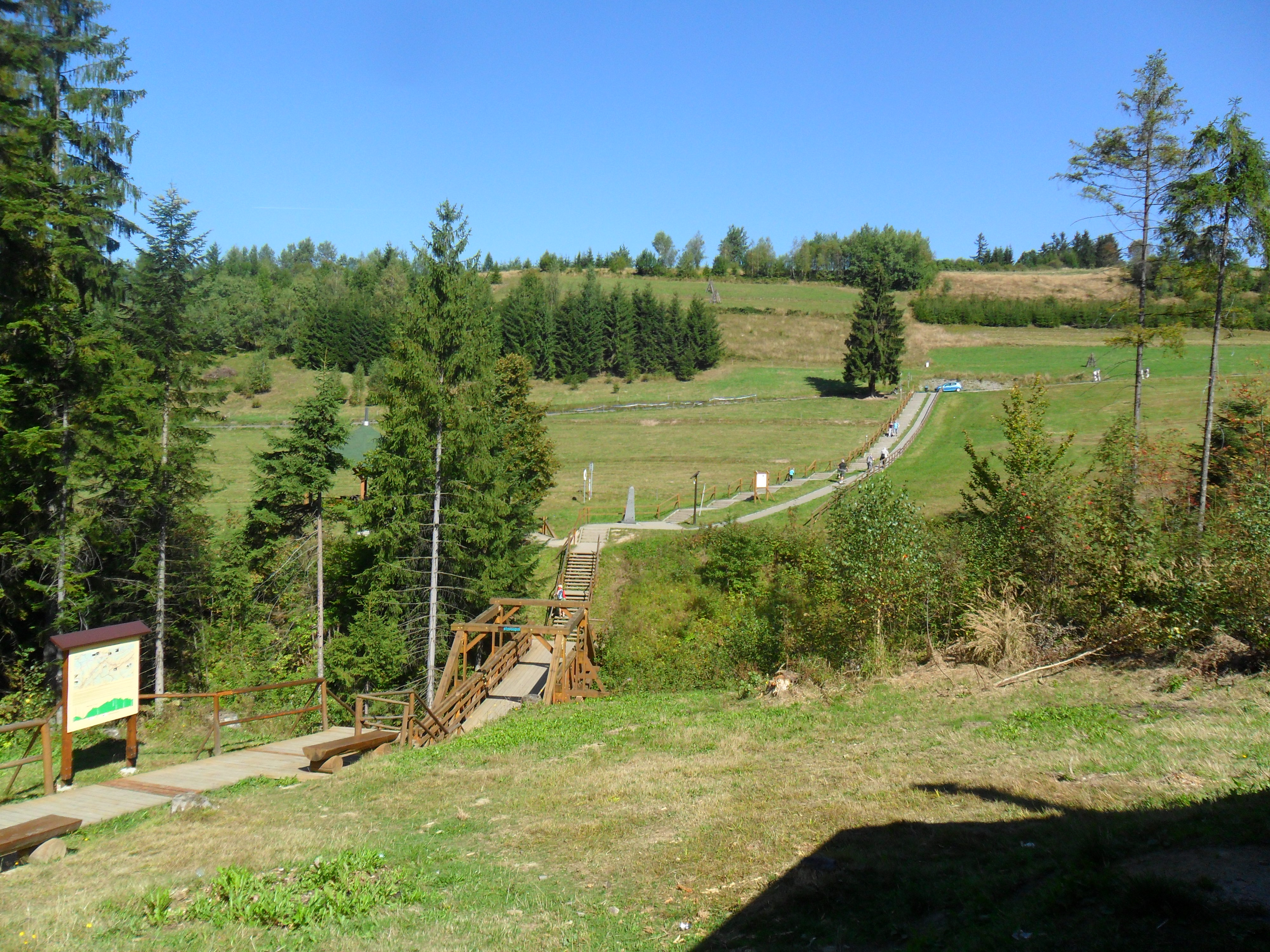
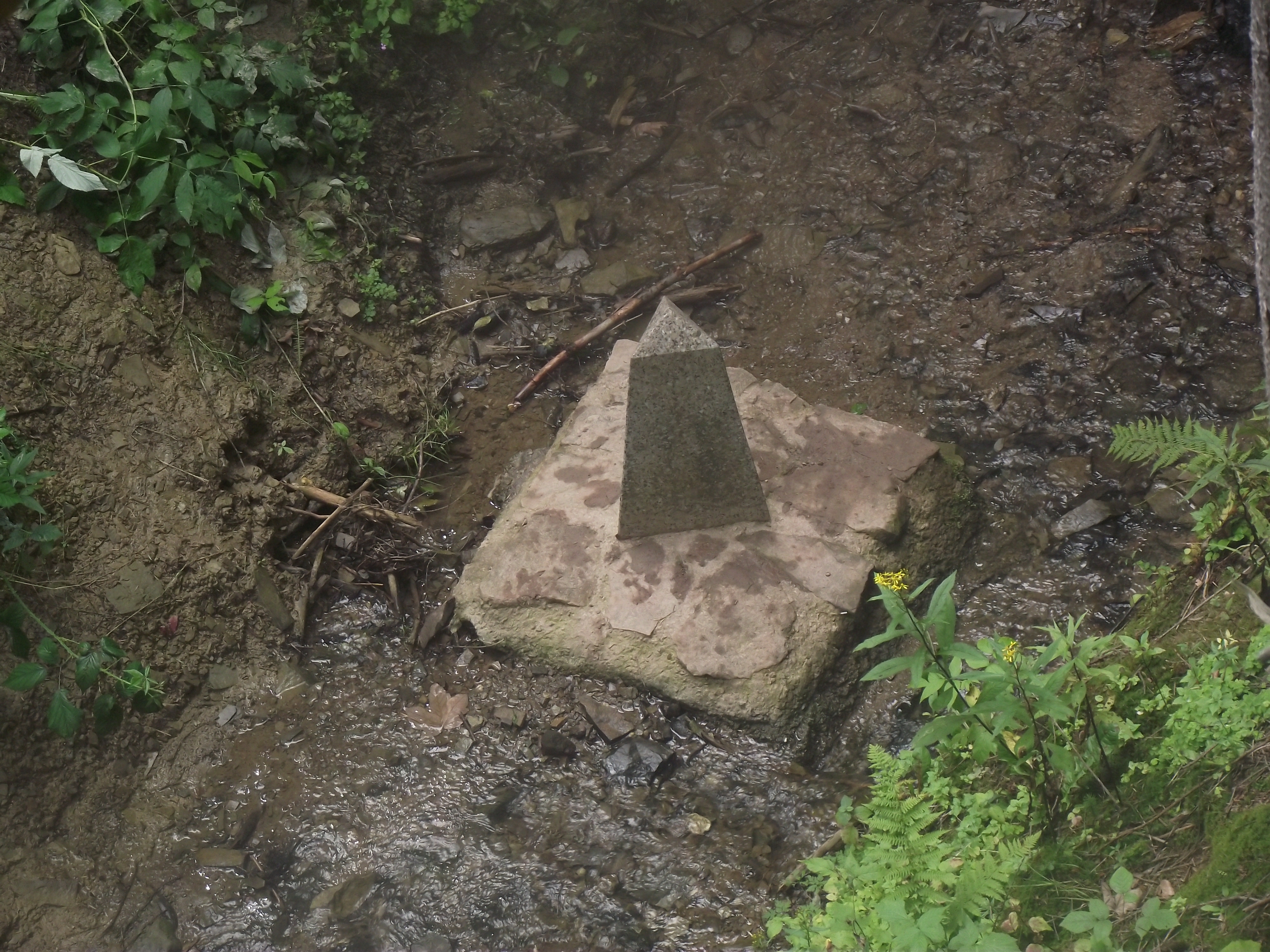
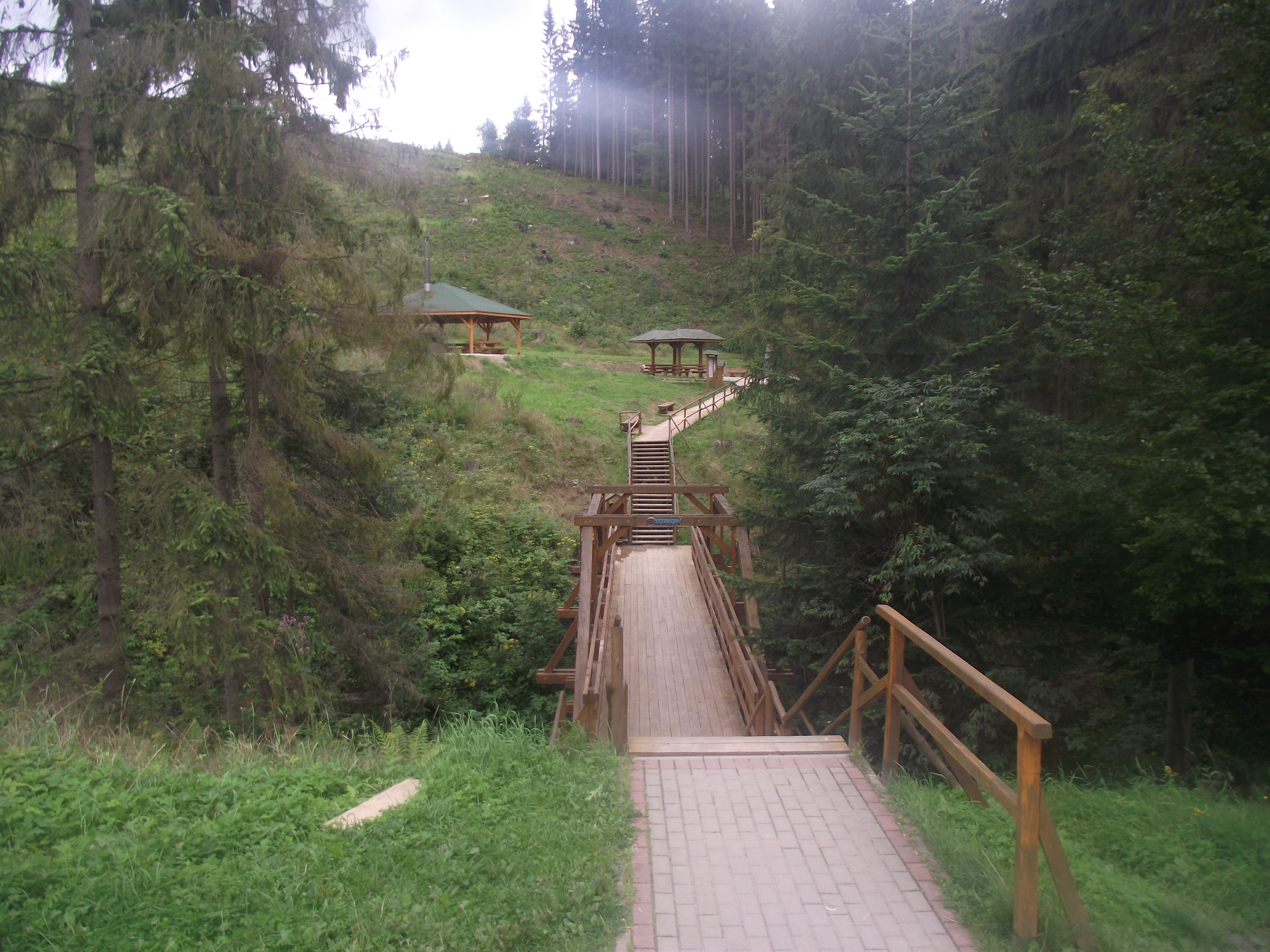
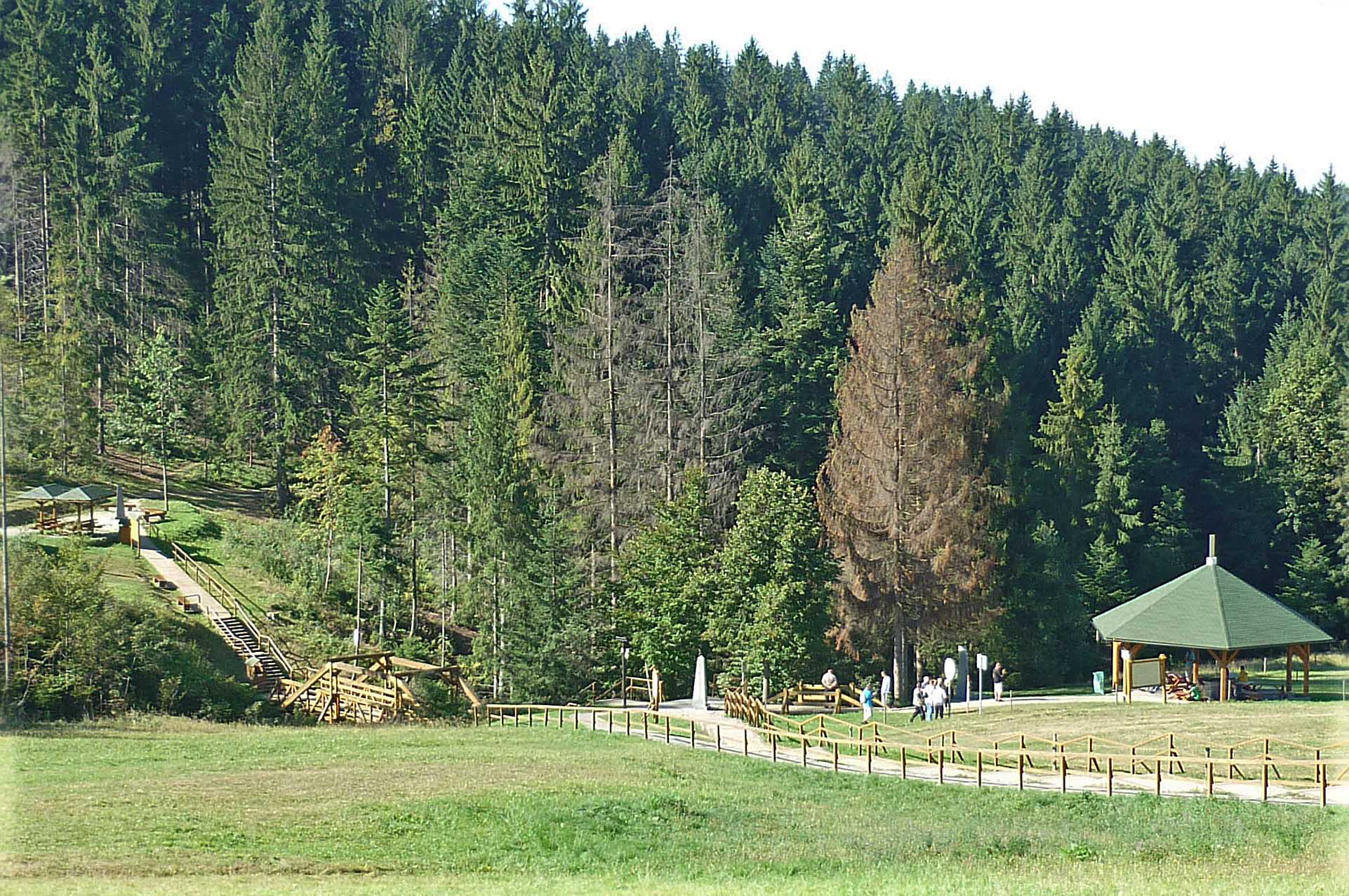
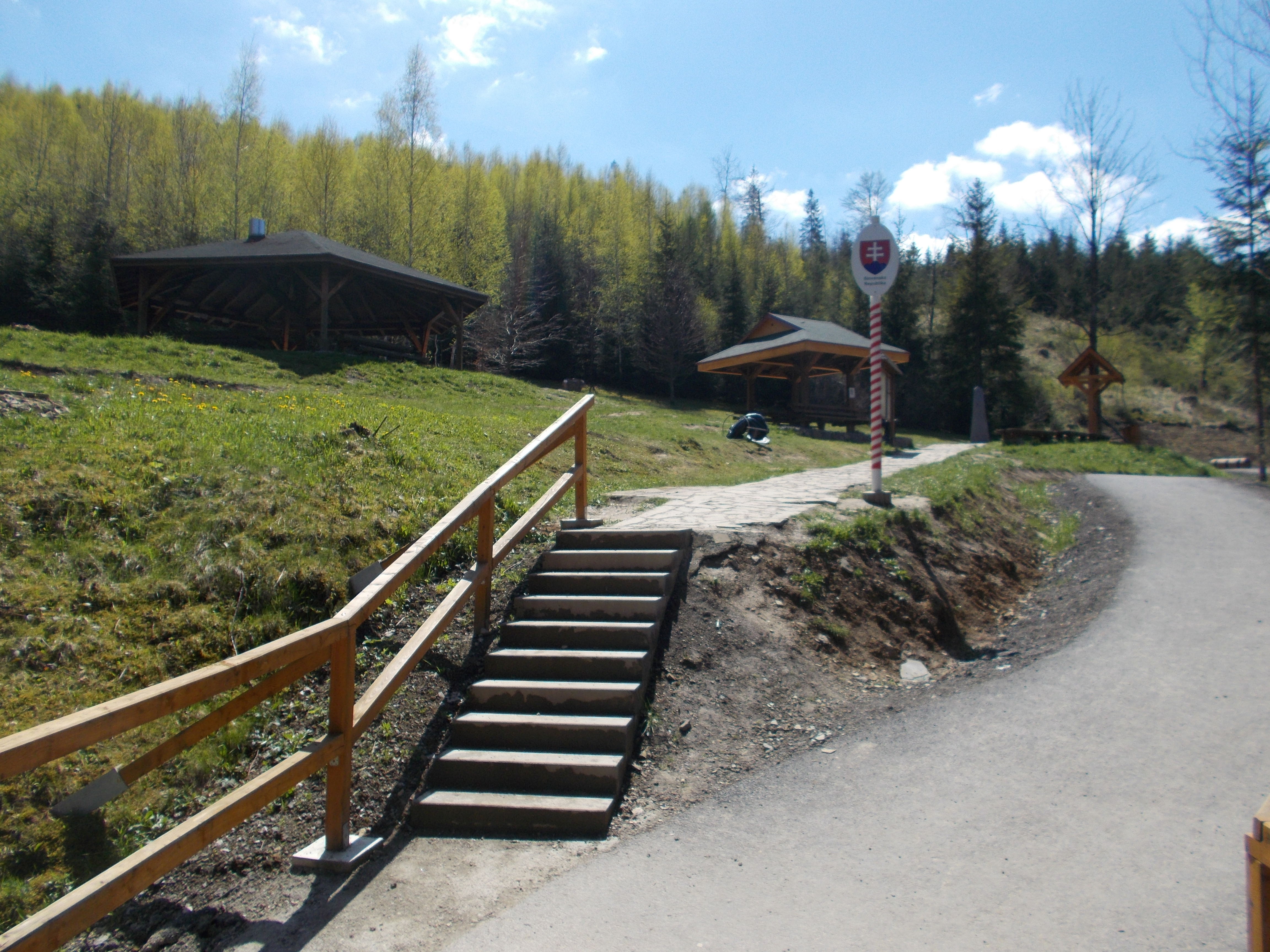
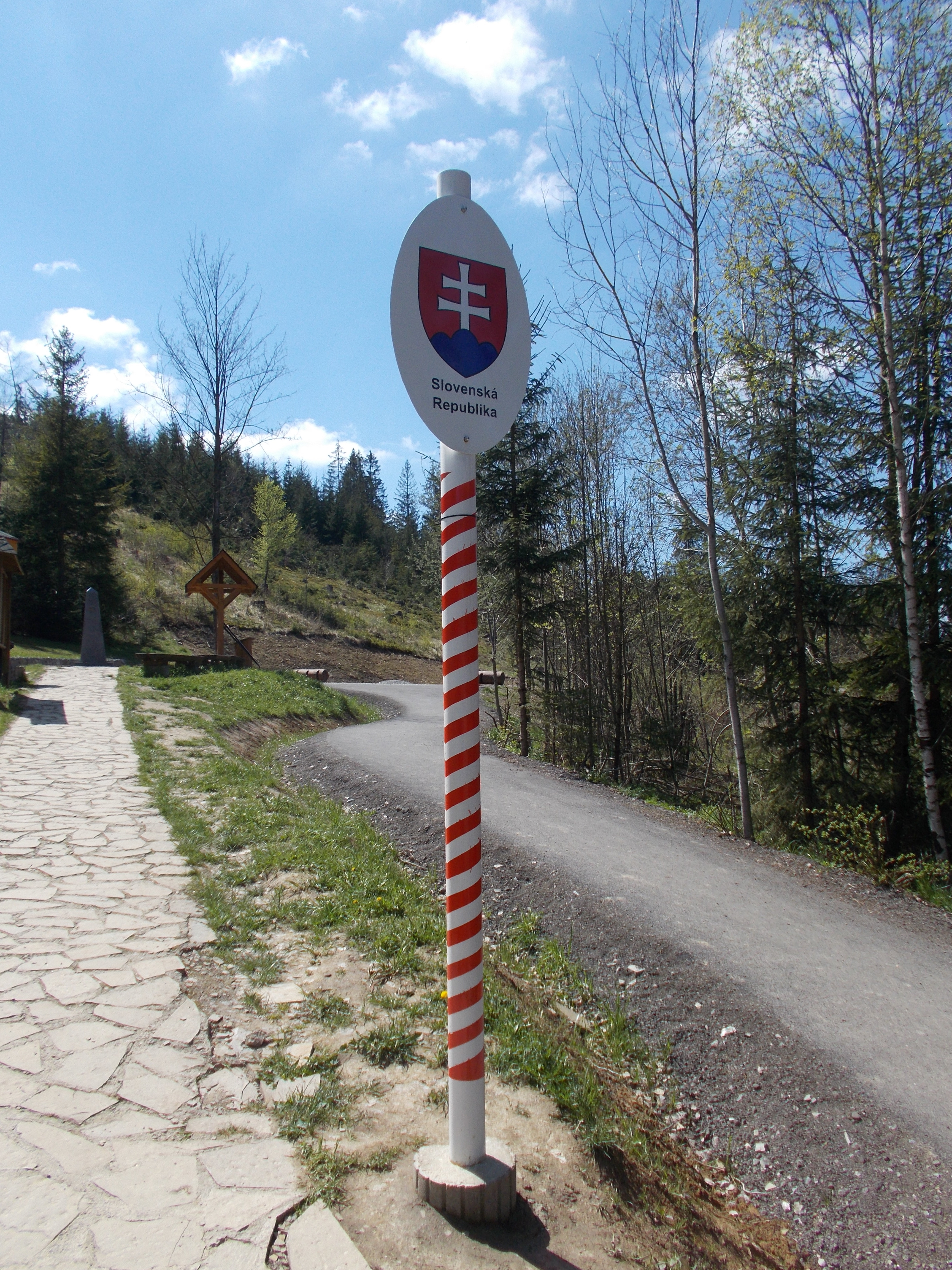
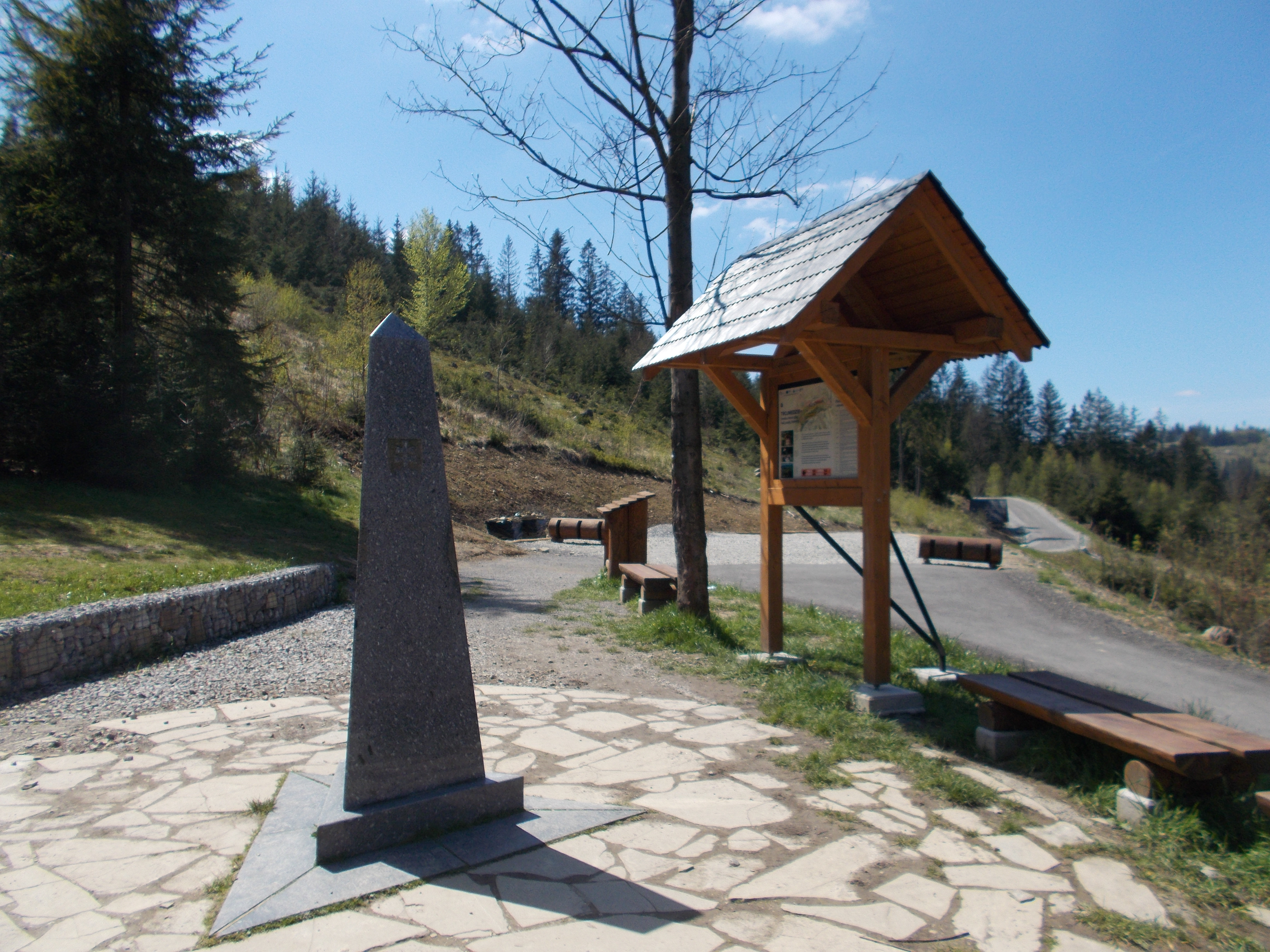
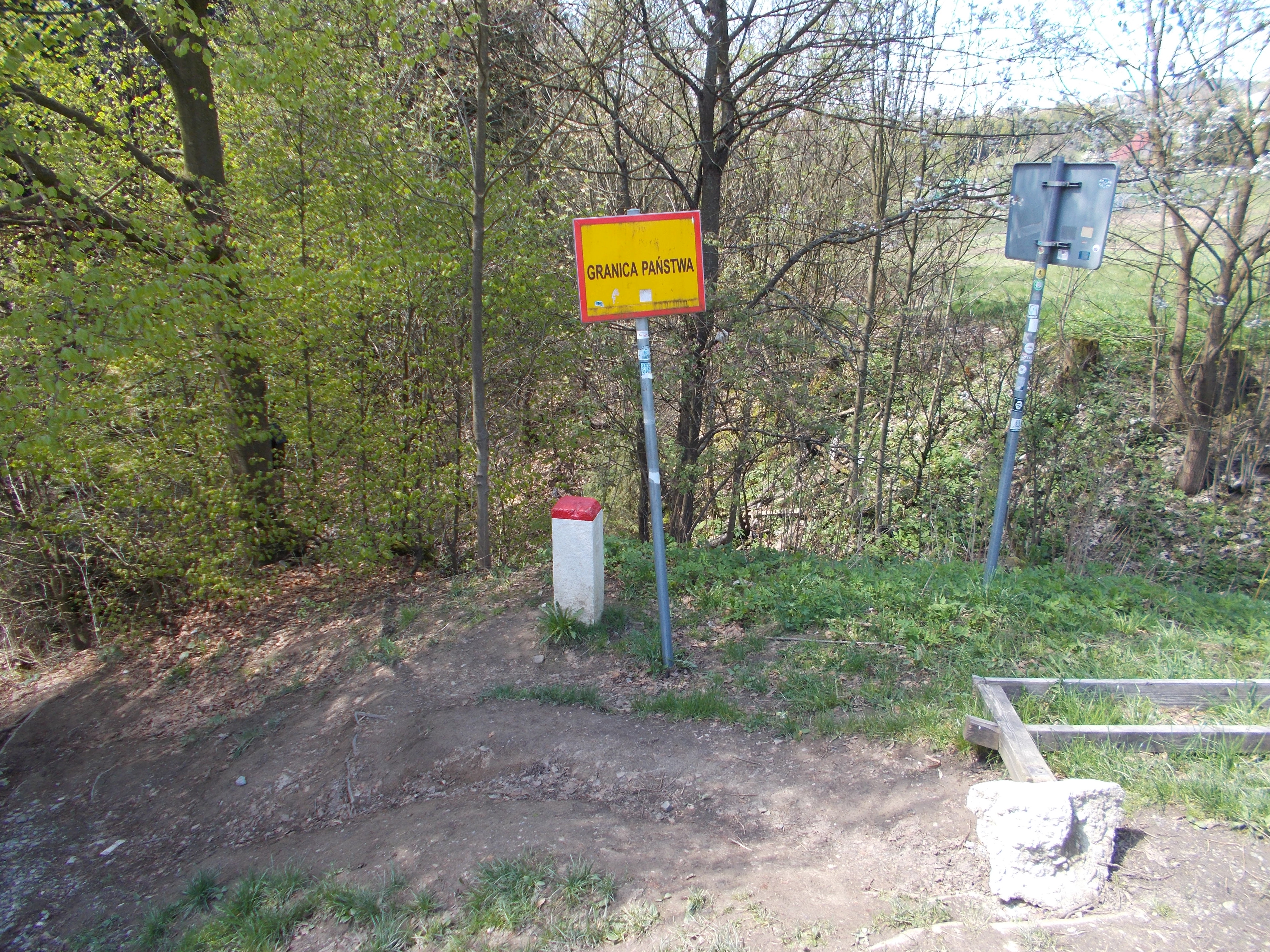
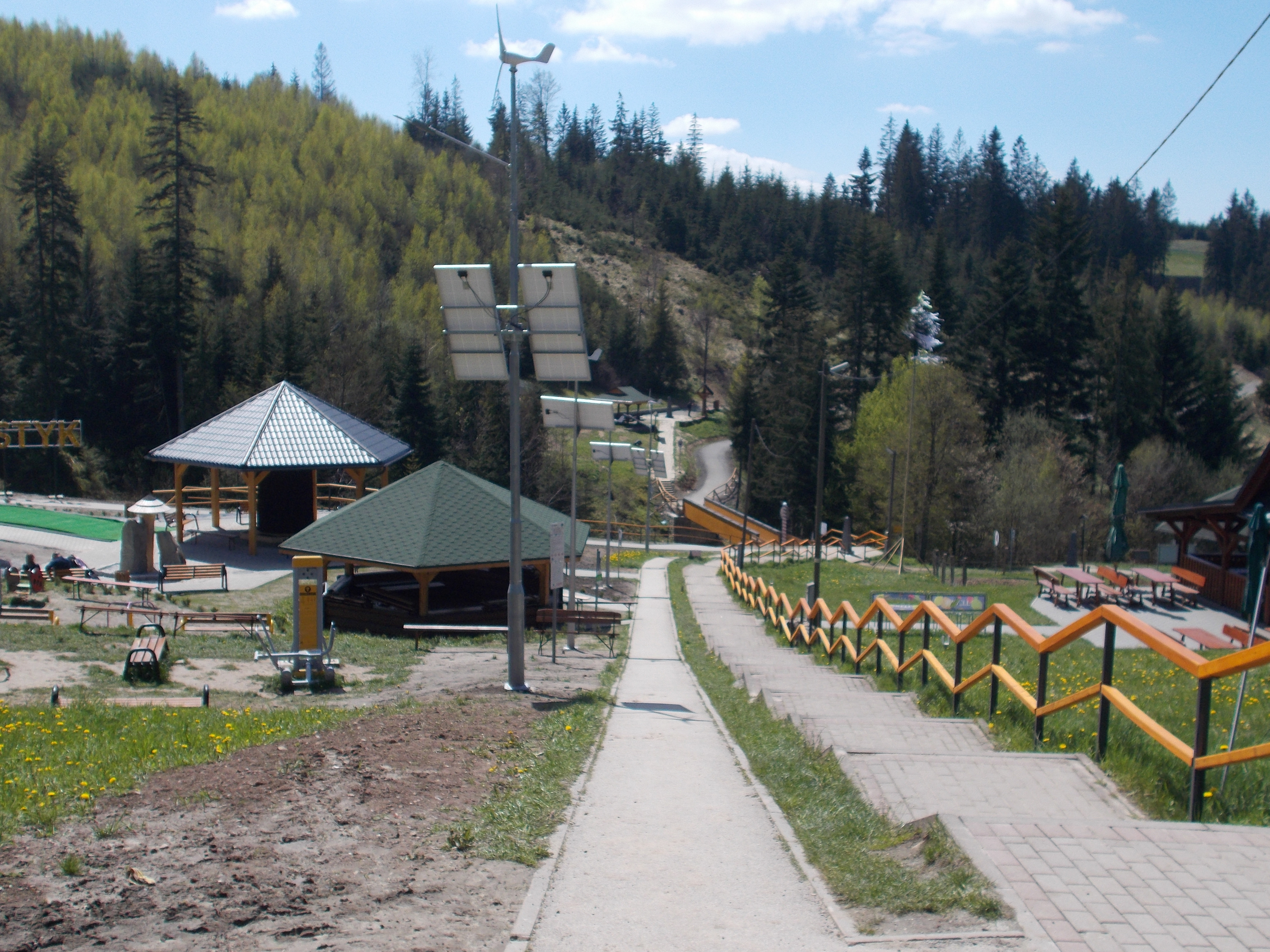
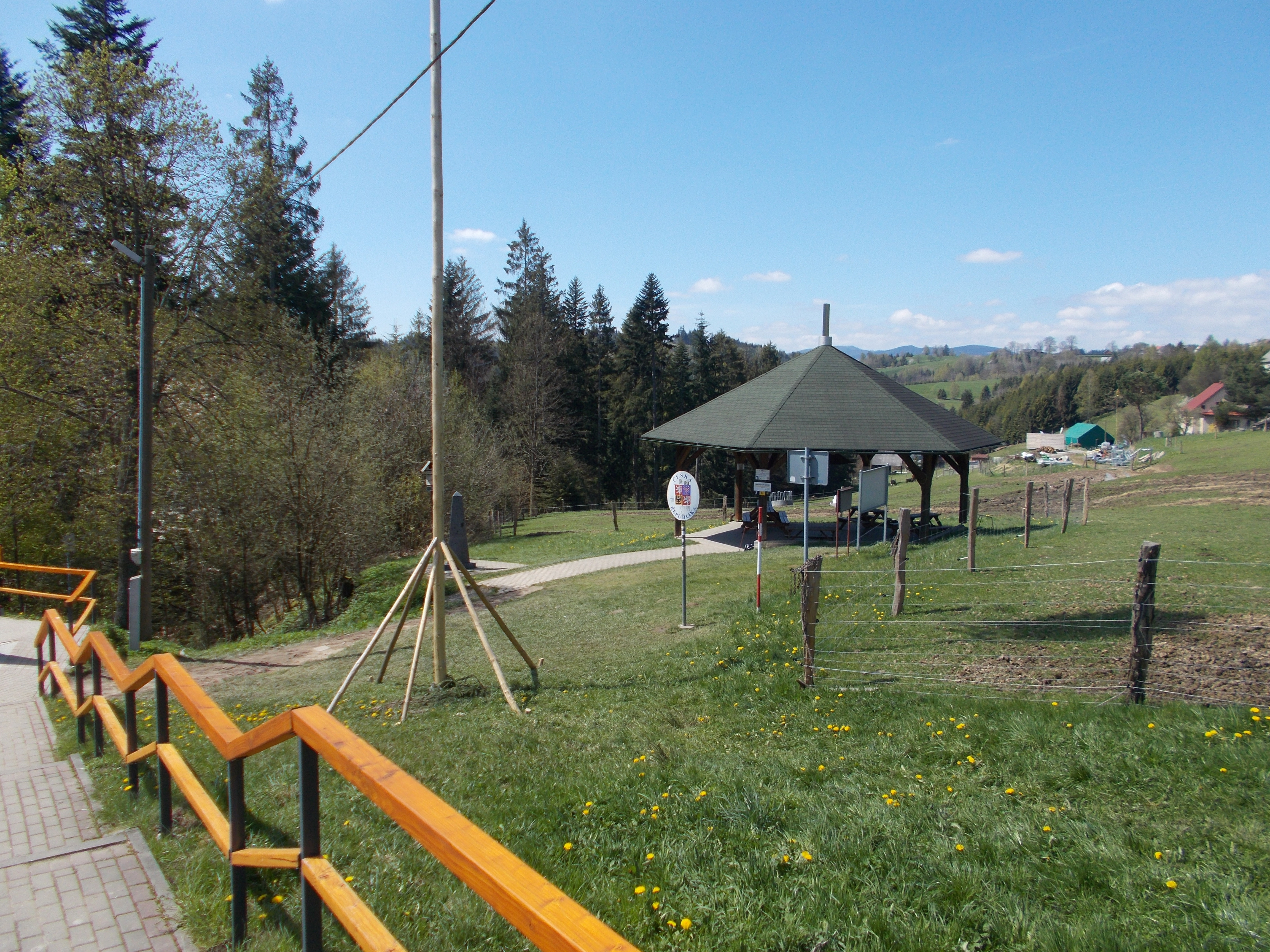
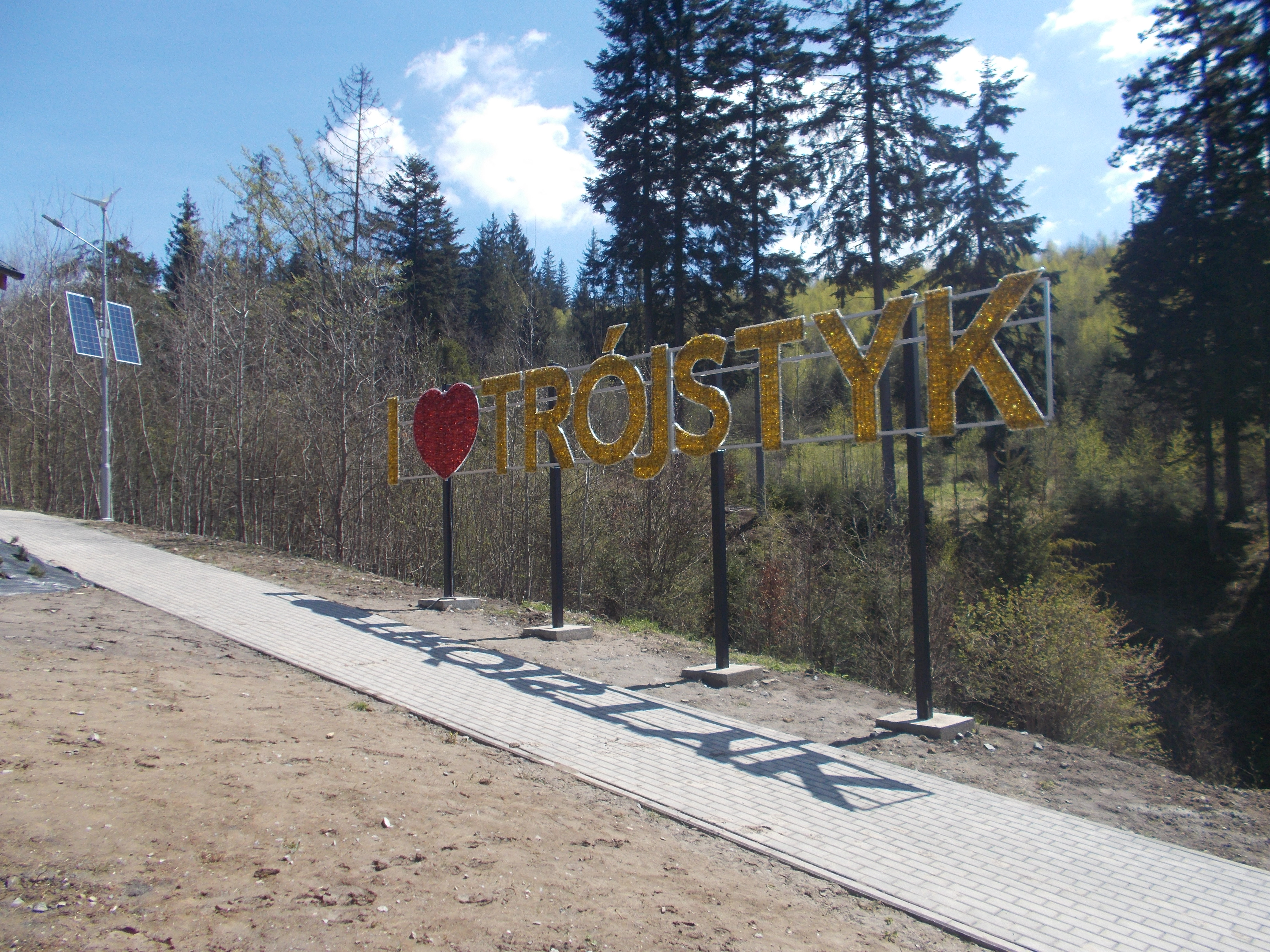
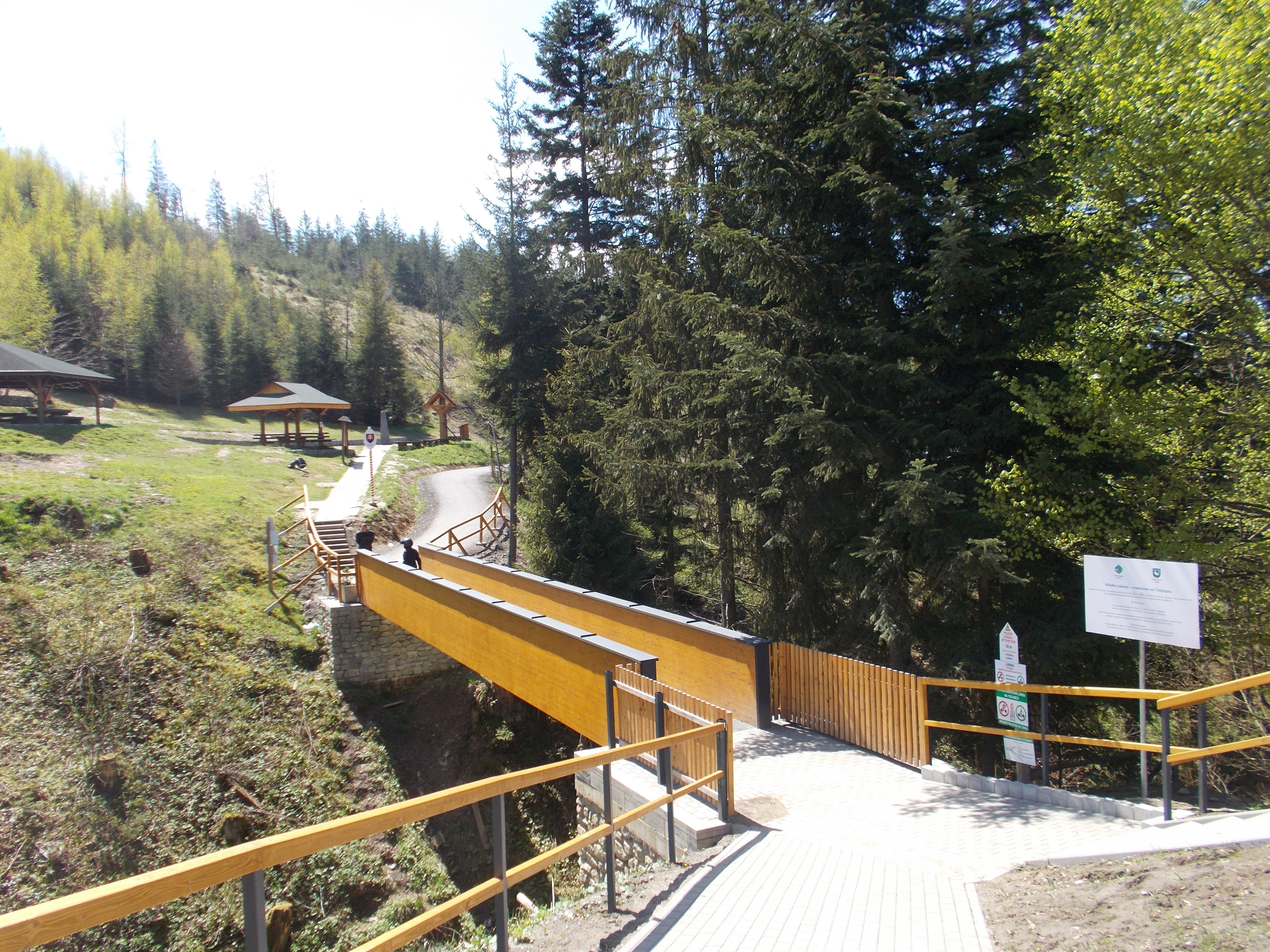
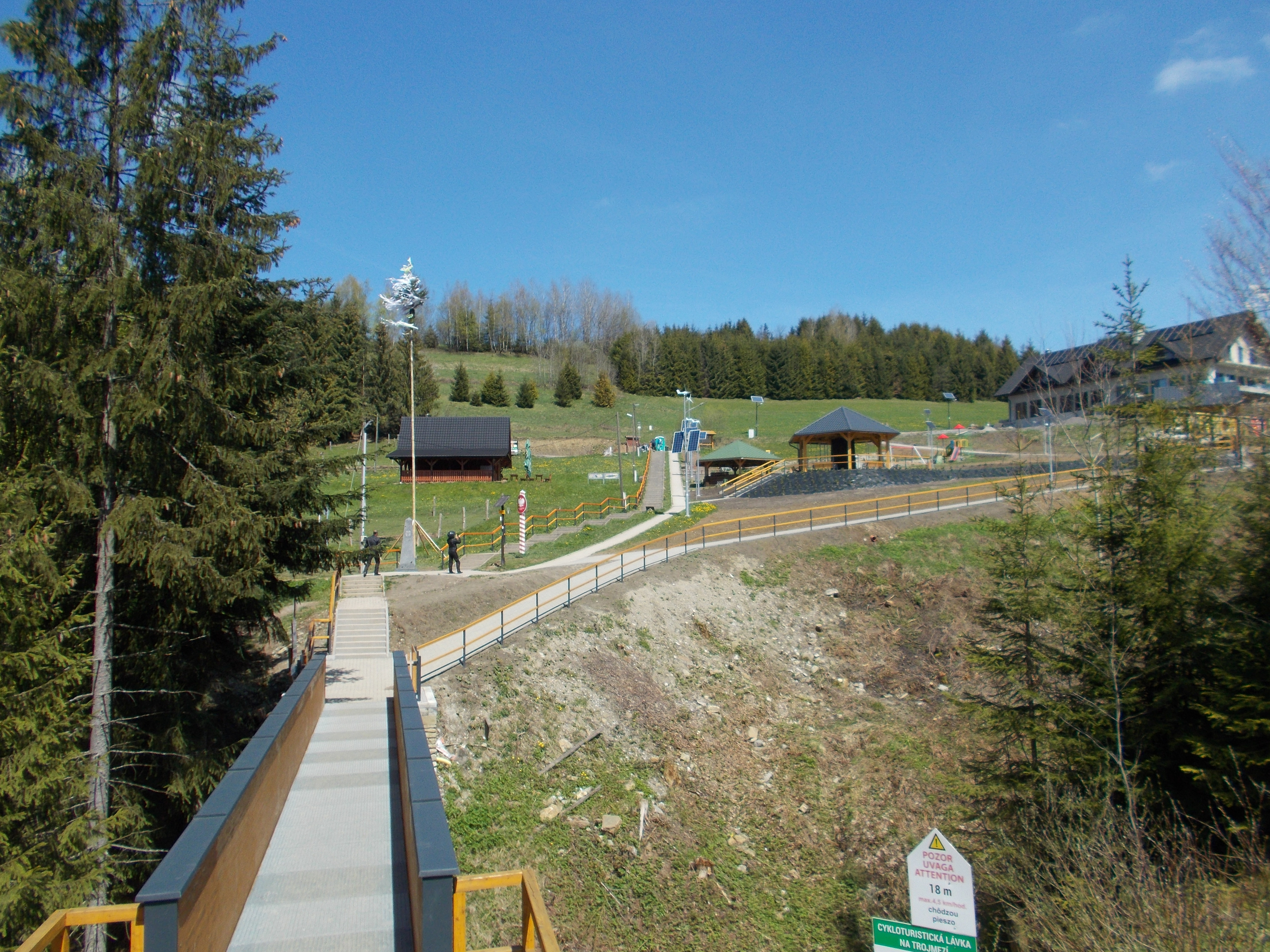
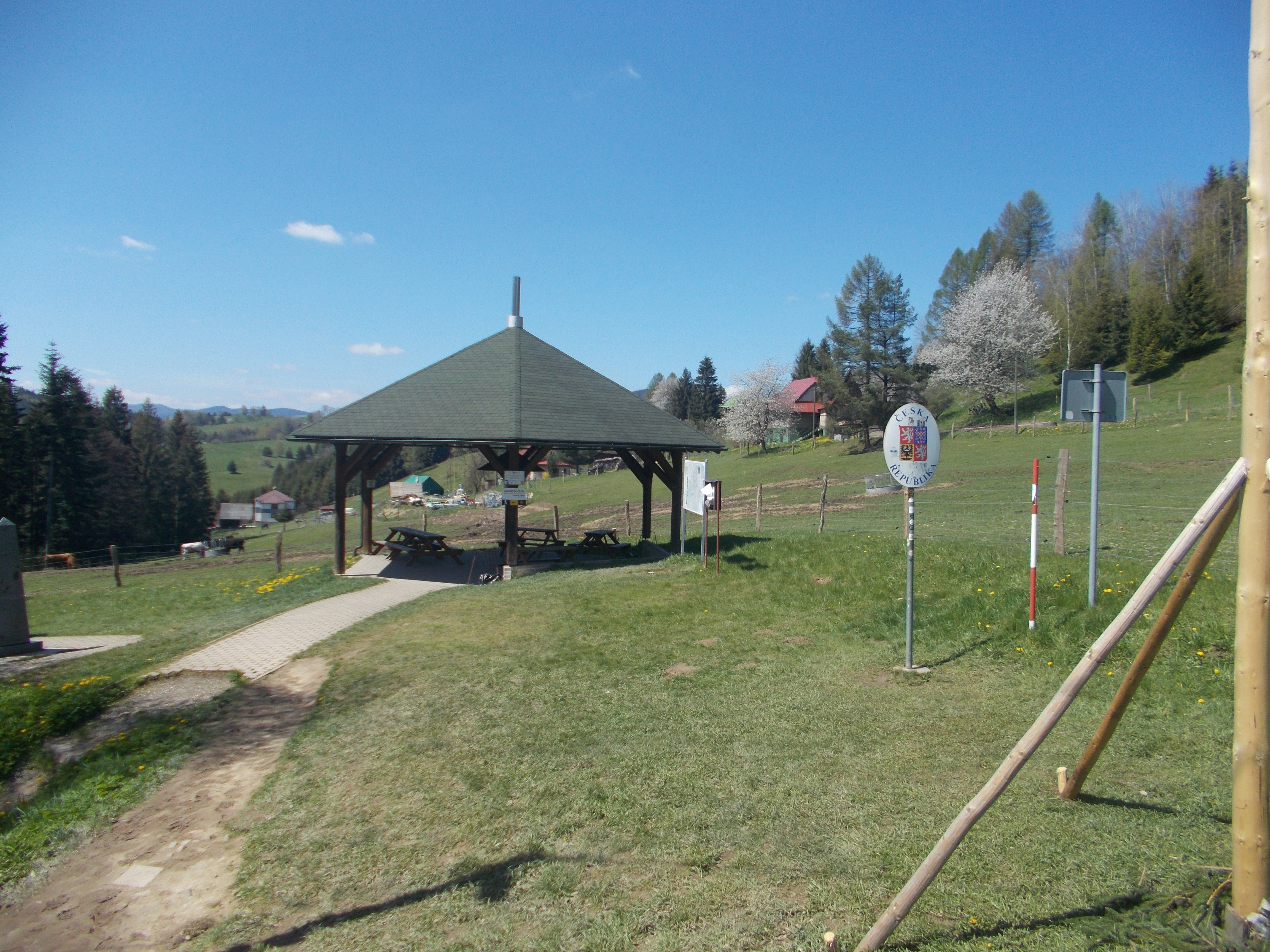
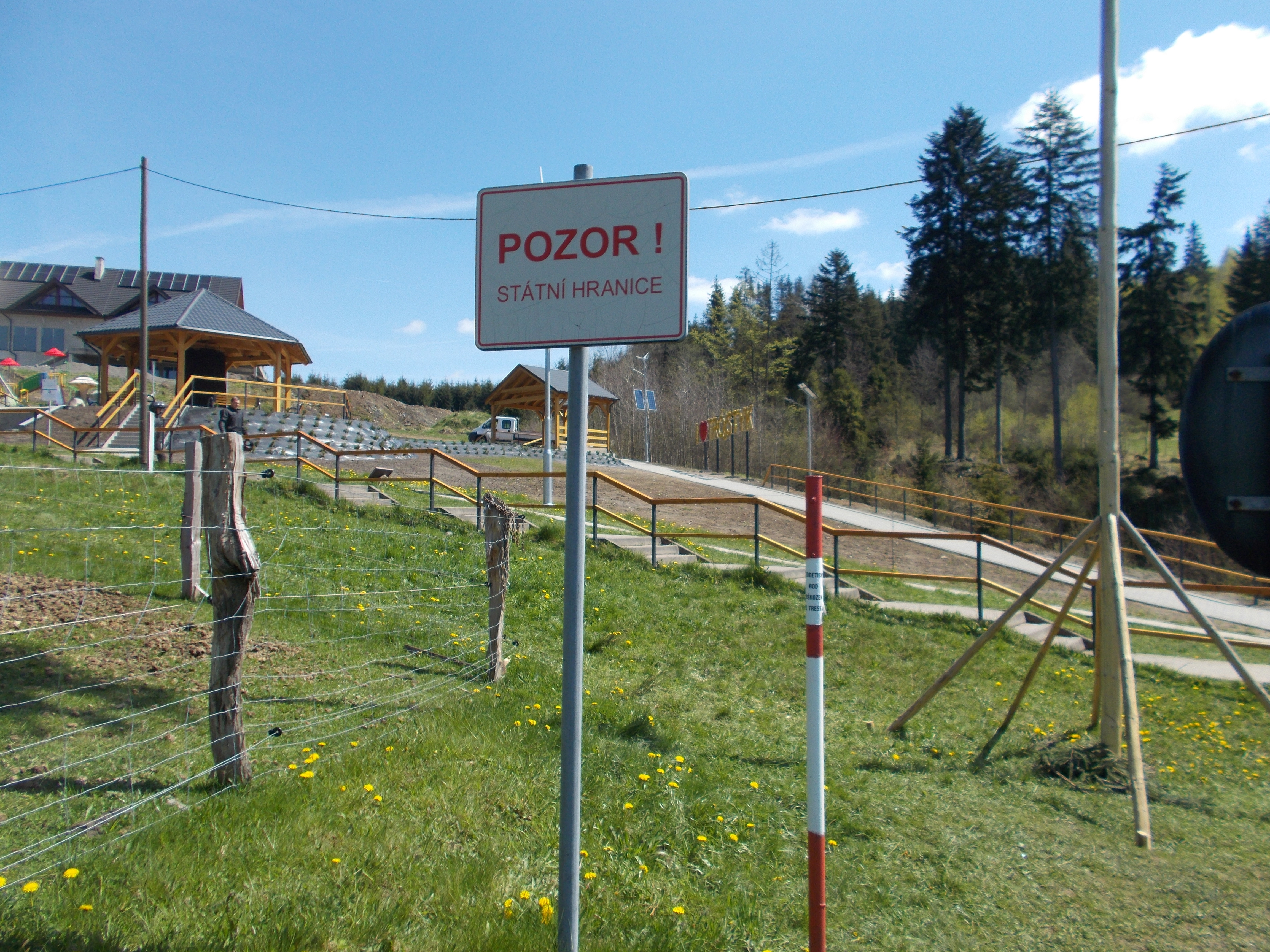